# ナッシュの家
ナッシュの家(Nash's House)はイングランド、ウォリックシャーのストラトフォード・アポン・エイヴォン、チャペル・ストリート(Chapel Street)にある家である。ウィリアム・シェイクスピアの最後のすみかであるニュー・プレイスの廃墟と庭園のすぐ隣にあり、現在では博物館に改装されている。

## 概要
ナッシュの家という名称はこの家の持ち主であったトーマス・ナッシュ(Thomas Nash)にちなむものである。トーマスはシェイクスピアの孫娘であるエリザベスの最初の夫である。しかしながらナッシュ夫妻はこの家を所有はしていたものの、居住していたことはなかったのではないかと考えられている。シェイクスピア・バースプレイス・トラストはニュー・プレイスとナッシュの家を1876年に購入した。チューダーハウスと呼ばれる様式の家屋で、シェイクスピア・バースプレイス・トラストによって16-17世紀頃の姿に修復・保存されている。
ナッシュの家に入っている博物館はエイヴォン・ヴァレーの最初期の居住者からシェイクスピアの時代まで、ストラットフォード・アポン・エイヴォンの歴史を紹介する展示を行っている。2014年の夏から2016年の春まで、隣のニュー・プレイスとともに閉館し、考古学的な調査が実施された。この調査で発見された品物もナッシュの家に展示されている。
近隣にはニュー・プレイスの他、ロイヤル・シェイクスピア・シアターやスワン・シアター、同じくシェイクスピア・バースプレイス・トラストが管理しているホールズ・クロフトやハーバード・ハウスなどがあり、歩いて行くことができる。